# Tricholathys knulli
Tricholathys knulli är en spindelart som beskrevs av Willis J. Gertsch och Stanley B. Mulaik 1936. Tricholathys knulli ingår i släktet Tricholathys och familjen kardarspindlar. Inga underarter finns listade i Catalogue of Life.